# Tabbed Browsing
Tabbed Browsing (engl. [tæbd ˈbraʊzɪŋ]), Registernavigation oder Tabbed Document Interface (TDI) ist eine Form eines Multiple Document Interface (MDI), bei dem die einzelnen Dokumente innerhalb des gemeinsamen Programmfensters jeweils über eine Registerkarte am Rand der Darstellungsfläche angesprochen werden (Wechseln zwischen den Fensterobjekten, Schließen etc.). Am bekanntesten ist die Registernavigation als Merkmal von Webbrowsern.

## Details
Im Hintergrund befindliche Seiten lassen sich beim Tabbed Browsing über die Registerkarten anwählen. Dabei wird dann nicht mehr für jede geöffnete Webseite ein eigenes Fenster geöffnet (Single Document Interface; SDI), sondern es werden alle Seiten in Registerkarten dargestellt.
Gegenüber den freier positionierbaren und in der Größe individuell veränderbaren MDI-Fenstern stellen Registerkarten eine Einschränkung dar. Der Vorteil liegt aber in einem schonenderen Umgang mit Betriebsmitteln (wie Arbeitsspeicher und Bildschirm-Platz) im Vergleich zum Öffnen neuer Programmfenster.
Manche Webbrowser (z. B. Opera) kombinieren MDI-Fenster mit Registerkarten, indem die Registerleiste fest bleibt, die einzelnen Webseiten sich aber auch in kleineren Fenstern im Programm anzeigen lassen. So werden die Vorteile der Registernavigation mit den Vorteilen von MDI-Programmen kombiniert.
Die in den Registerkarten geladenen Seiten können, auch wenn sie gerade nicht sichtbar sind, aktive Inhalte wie JavaScript ausführen. Aus diesem Grund gab es im Oktober 2004 eine Sicherheitswarnung auf mehreren Webseiten zur IT-Sicherheit.

## Begriffsherkunft
Der Begriff „Tabbed Browsing“ stammt aus dem Englischen. Im Zuge der Weiterentwicklung des Internet Explorers führte Microsoft mit der Version 7 die deutsche Bezeichnung „Registernavigation“ ein (siehe Registerkarte).
Der Begriff „Tab“ (Plural: „Tabe“ oder „Tabs“) ist ein eingedeutschtes englischsprachiges Wort für Reiter, einen aus einer sortierten Blättermenge hervorstehenden kleinen Teil mit Verzeichnis-Beschriftung, z. B. die unterschiedlich breiten Seiten eines Telefonbuches mit Angabe des Anfangsbuchstabens oder aufgesteckte Karteireiter.

## Entwicklung
Der erste Webbrowser mit Registerkarten erschien 1994 und trug den Namen „InternetWorks“. 1998 folgte NetCaptor als alternative Oberfläche für den darunter laufenden Programmkern des Internet Explorers. Opera beherrscht diese Funktion seit 2000. Seit 2006 hat praktisch jeder bekannte Browser eine integrierte Unterstützung für das Tabbed Browsing (Microsoft erst mit dem IE7; zuvor hatte sich Microsoft abfällig über Tabbed Browsing geäußert).
Weiterentwicklung
Die Funktionalitäten und Darstellung von Tabs in Webbrowsern wurden nach ihrer Entstehung weiterentwickelt und – etwa durch Add-ons – ergänzt.
Im Jahr 2021, veröffentlichten Forscher die erste tiefgreifende Studie über Web-Browser Tab-UIs seit über einer Dekade. Dabei formalisierten sie Zwänge zum Schließen, sowie zum Offenhalten von Tabs und berichteten, dass viele Nutzer ein Problem mit „Tab Overload“ haben. Die Autoren entwickelten daraufhin UI-Design-Überlegungen, die bessere Werkzeuge und Änderungen am Code von Webbrowsern – wie Firefox – ermöglichen könnten, die Wissensarbeitern und andere Benutzern eine bessere Verwaltung und Nutzung von Browser-Tabs erlauben könnten.
Einige Browser (z. B. Mozilla Firefox, Google Chrome oder Microsoft Edge) bieten deshalb u. a. die Möglichkeit an, mehrere Tabs in einer Gruppe zusammenzufassen. Diese können mit einem Namen und einer Farbmarkierung versehen und bei Bedarf minimiert oder gemeinsam geschlossen werden.

## Webbrowser mit Tabbed Browsing
- Abolimba Multibrowser
- Avant Browser
- Bookmarklet
- Crazy Browser
- Dillo
- Epiphany
- Flock
- Galeon
- Google Chrome
- IBrowse (Amiga)
- Internet Explorer
- Konqueror
- Lunascape
- Maxthon
- Microsoft Edge
- Midori (Browser)
- Mozilla Firefox
- NetCaptor
- Netscape Navigator
- Opera
- Apple Safari
- SeaMonkey
- Shiira
- SlimBrowser
- Sputnik (Amiga)
- W3m
- Vivaldi (Browser)

Siehe auch Liste von Webbrowsern